# Sodalit
Sodalit, je poldrag kamen temno modre, črne, zelene ali rumene barve s svetlo modrimi in belimi črtami. Kemijska formula sodalita je: Na8(Al6Si6O24)Cl2.